# Jamba (Fußballspieler)
João Pereira Batalha Santos, bekannt als Jamba (* 10. Juli 1977 in Luanda), ist ein ehemaliger angolanischer Fußballspieler. Er nahm mit Angola an der Fußball-Weltmeisterschaft 2006 in Deutschland teil.

## Karriere
Der Verteidiger spielte auf Vereinsebene ausschließlich in seinem Heimatland. Er begann seine Karriere 1996 bei Primeiro de Maio. Einen Großteil seiner Laufbahn verbrachte er anschließend bei Atlético Sport Aviação aus Luanda, wo er mit kurzer Unterbrechung von 1999 bis zu seinem Karriereende 2010 spielte. Mit dem Hauptstadtklub wurde er von 2002 bis 2004 dreimal in Folge angolanischer Meister und zudem zweimal Pokalsieger.
Jamba spielte im Zeitraum von 1998 bis 2009 in über 50 Länderspielen für die angolanischen Nationalmannschaft, mit der er sich erstmals für eine Fußball-Weltmeisterschaft qualifizieren konnte. In den Qualifikationsspielen war er Stammspieler und auch bei der WM in Deutschland kam er in allen drei Gruppenspielen zum Einsatz. Seine Mannschaft schied nach der Vorrunde aus. 2004 konnte er mit seinem Land zudem die Südafrikameisterschaft gewinnen.

## Erfolge

### Mit dem Verein
- Angolanischer Meister: 2002, 2003, 2004
- Angolanischer Pokalsieger: 2005, 2010

### Mit der Nationalmannschaft
- COSAFA Cup: 2004